# Medalla commemorativa de la Campanya Líbia (1912-1931)
La medalla commemorativa de les campanyes de Líbia (italià: Medaglia commemorativa delle campagne di Libia) va ser una medalla de campanya establerta pel Regne d'Itàlia l'any 1913 per a tots aquells que havien participat en les campanyes de guerra a Líbia a partir de 1911; havent quedat obsoleta, només va ser abolit l'any 2011.

## Criteris d'elegibilitat
La medalla es va establir amb l'objectiu de premiar els soldats de l'Exèrcit Reial, les tropes colonials i el personal civil i militar de la Marina Reial Italiana que havien participat en les campanyes de guerra a Líbia o als territoris dependents de l'Imperi Otomà, després de la derrota d'aquest últim a la guerra italo-turca que va esclatar el 1911 i va acabar el 1912.

## Disseny
El disseny de la medalla és molt semblant a la medalla commemorativa de la guerra italo-turca (1911-1912), de la qual només es diferencia pel lema; la cinta també és idèntica.

### Medalla
La medalla consistia en un disc de plata de 32 mm de diàmetre que lluïa a l'anvers el rostre de Vittorio Emanuele III a la dreta, al voltant de la llegenda: "VITTORIO . EMANUELE . III. KING . D' . ITALIA" i sota el coll la signatura del gravador Luigi Giorgi; mentre que al revers apareix la inscripció "LIBIA", al centre, envoltada per dues branques de llorer a manera de corona.
La medalla va ser encunyada per la Casa de Moneda de Roma, però altres empreses també en van fer exemplars de manera privada, alguns en bronze platejat.

### Cinta
La cinta estava formada per sis franges blaves alternades amb cinc franges vermelles fosques.

### Barres
Les barres de bronze que s'havien d'aplicar a la cinta informaven dels anys de campanya en què s'havia servit. Les barres estaven permesos pels anys: "1912", "1912-13", "1913", "Fezzan/913", "1913-14", "Fezzan/913-914", "1914", "Fezzan/914" , "1914-15", "1915", "Tripolitània/1915", "1915-16", "1916", "1916-17", "1917", "1917-18", "1918", "1918 - 19", "1919", "1919-20", "1920", "1920-21", "1921", "1922", "1923", "1924", "1925", "1926", "1927" , "Tripolitània 1927-1928", "1928", "1929", "Tripolitània 1929-1930", "1930", "1931".